# Vioolconcert (Leshnoff)
Jonathan Leshnoff voltooide zijn Vioolconcert in 2005. Althans dat was de oorspronkelijke versie van het werk, een concert in vier delen.
De eerste arbeid aan het werk werd verricht van januari 2005 tot en met juni 2005. De beoogd solist bij dit werk was Charles Wetherbee. De componist vertrok 16 juni naar Wetherbee om het werk te bespreken en om te bezien of aanpassingen wenselijk of noodzakelijk waren. Dat bleek het geval. Geen enkel deel ontkwam aan aanpassingen, deel 2 werd zelfs herschreven; het vijfde deel werd toegevoegd. Op 19 november 2005 kreeg deze versie haar eerste uitvoering door Wetherbee met de Columbus Symphony onder leiding van gastdirigent Markand Thakar. Wetherbee was toen orkestmeester van Columbus Symphony. In 2006, 2007 en 2008 volgden meer uitvoeringen door de minder bekende symfonieorkesten in de Verenigde Staten. In 2006 speelde solist het werk samen met het Baltimore Chamber Orchestra onder leiding van dezelfde dirigent en maakte er een opname van. In 2009 was het de beurt aan een van de wat grotere orkesten; het Buffalo Philharmonic speelde het onder leiding van JoAnn Falletta, opnieuw met Wetherbee.
Het programma van de premièreavond:
- Richard Wagner: Siegfried-Idyll
- Jonathan Leshnoff: Vioolconcert
- Jean Sibelius: Symfonie nr. 5

## Muziek
Het vioolconcert is geschreven in vijf delen. De inspiratie voor die concerto werd gevonden in Joden die gedurende hun verblijf in de concentratiekampen gedwongen werden nazi-propagandaliederen te zingen, maar deze zelf onopgemerkt aanvulden met gebeden.

### Delen
1. Allegro
2. Slow
3. Scherzo
4. Slow - fast
5. Elegy

Deel een begint enigszins nerveus, de solist begint al vrij snel te spelen; de inleiding daartoe is kort. Deel 2 begint eigenlijk al in het einde van deel 1, als een slag op de tamtam de muziek tot rust brengt. zag de componist als het zachte protest als boven vermeld, het klinkt als een klaaggezang. Deel 3 is het scherzo, deel 4 is de omschakeling van langzaam naar snel en dan verder de elegie in van deel 5, dat daarmee overeenkomsten vertoont met deel 2. De muziek is voor een concert geschreven in 2005 bijzonder melodieus en lyrisch, tevens zijn er geen dissonanten te horen. Een verwijzing naar de oude concertovorm is terug te vinden in de cadens.

## Discografie
- Uitgave Naxos: Charles Wetherbee, Baltimore Chamber Orchestra, markand Thakar in een opname van 16-18 oktober 2006 in de universiteitszaal van Towson, Maryland.